# Національний парк Коїба
Національний парк Коїба (ісп. Parque Nacional Coiba) — національний парк в Панамі, розташований в округах Монтіхо і Сона панамської провінції Верагуас за 25 хвилин їзди від міста Панама. Площа парку — 270 125 гектарів, з яких 216 543 га — акваторія. З 2005 року парк входить до списку Світової спадщини.

## Клімат
Острів знаходиться у зоні, котра характеризується вологим тропічним кліматом. Найтепліший місяць — квітень із середньою температурою 27.3 °C (81.1 °F). Найхолодніший місяць — жовтень, із середньою температурою 25.9 °С (78.6 °F).
| Клімат о. Коїба         | Клімат о. Коїба | Клімат о. Коїба | Клімат о. Коїба | Клімат о. Коїба | Клімат о. Коїба | Клімат о. Коїба | Клімат о. Коїба | Клімат о. Коїба | Клімат о. Коїба | Клімат о. Коїба | Клімат о. Коїба | Клімат о. Коїба | Клімат о. Коїба |
| Показник                | Січ.            | Лют.            | Бер.            | Квіт.           | Трав.           | Черв.           | Лип.            | Серп.           | Вер.            | Жовт.           | Лист.           | Груд.           | Рік             |
| Абсолютний максимум, °C | 34,5            | 35,2            | 36              | 36,5            | 35              | 33,6            | 34,4            | 32,5            | 32,2            | 32              | 32,6            | 34,2            | 34,1            |
| Середня температура, °C | 26              | 26,4            | 26,9            | 27,3            | 26,9            | 26,5            | 26,3            | 26,2            | 26              | 25,9            | 26              | 26,2            | 26,4            |
| Абсолютний мінімум, °C  | 17,2            | 16,4            | 16              | 17,2            | 19              | 15,7            | 19              | 18              | 20              | 20,4            | 19,4            | 15,3            | 17,8            |
| Вологість повітря, %    | 79              | 75.7            | 76.1            | 78.3            | 84              | 86.2            | 85.2            | 85.3            | 85.9            | 86.8            | 86.3            | 82.8            | 82.6            |
| ----------------------- | --------------- | --------------- | --------------- | --------------- | --------------- | --------------- | --------------- | --------------- | --------------- | --------------- | --------------- | --------------- | --------------- |
| Джерело: Weatherbase    |                 |                 |                 |                 |                 |                 |                 |                 |                 |                 |                 |                 |                 |